# Faone

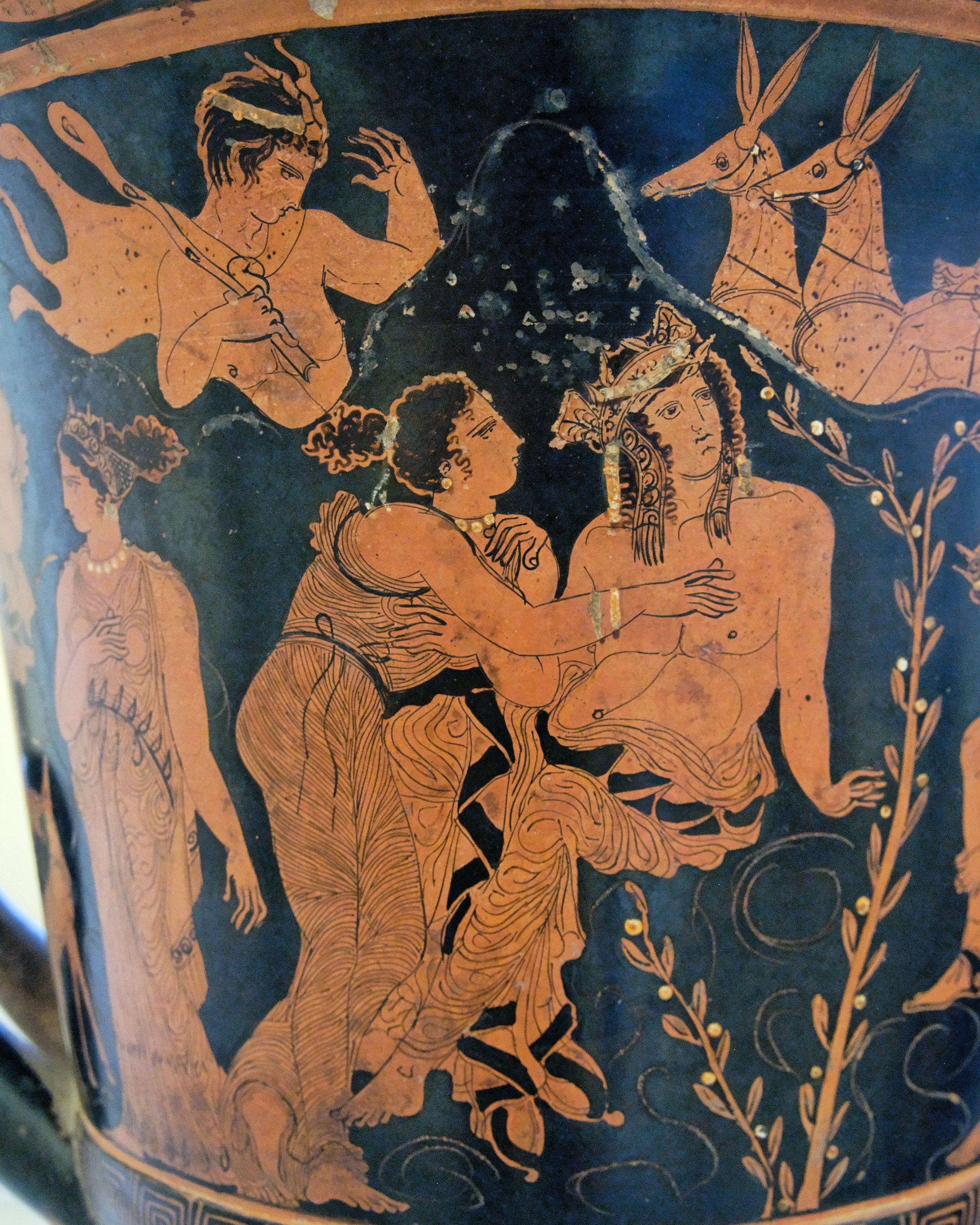
Faone e Afrodite in un vaso a figure rosse (Pittore di Midia, Museo archeologico regionale Antonio Salinas, Palermo)

Faone (greco antico: Φάων, traslitterato: Phaon, "Splendente") è un personaggio leggendario della mitologia greca.

## La leggenda
Egli era un anziano barcaiolo che offriva servizio di traghettatore dalla costa dell'Asia Minore fino a Lesbo. Un giorno traghettò una vecchietta senza farsi pagare; si trattava della dea Afrodite, che per ricompensare la sua generosità gli regalò un unguento capace di ringiovanirlo e farlo diventare molto bello. 
Il commediografo Menandro (fine del IV secolo a.C.) lo menziona nel suo Leucadia. Secondo Ovidio, che riprende probabilmente un motivo anteriore, Faone fu amato dalla poetessa Saffo la quale, non corrisposta, si gettò in mare da una rupe dell'isola di Leucade, nel Mar Ionio; infatti un tuffo da quel luogo era in grado di spegnere la passione. Già Deucalione, si racconta, vi si era buttato per dimenticarsi di Pirra. Faone, invece, diventato troppo superbo e orgoglioso della sua rinnovata bellezza, fu ucciso dagli uomini di Lesbo. Faone era considerato anticamente il fondatore di un santuario dedicato ad Afrodite a Leucade; nella stessa località vi era anche un santuario dedicato ad Apollo da dove venivano gettati in mare i condannati a morte. Probabilmente la leggenda del legame fra Faone e Saffo, ossia fra un personaggio leggendario e un personaggio storico, e la leggenda del suicidio di Saffo devono essere interpretate nel contesto di questi riti.
In uno specchio etrusco conservato nel Museo gregoriano etrusco, Faone è rappresentato mentre suona la lira accompagnando la danza di una donna indicata come "Rutapis", mentre di fronte a lui c'è una donna velata; in uno specchio analogo conservato nel British Museum, la donna velata davanti a Faone viene indicata col nome di "Sleparis", nome probabilmente etrusco. Non è noto il significato di queste raffigurazioni.